# Seznam československých velvyslanců v Rakousku
Seznam československých velvyslanců v Rakousku obsahuje vedoucí diplomatické mise Československa v Rakousku. 
Na prvních vzájemných kontaktech po rozpadu Rakouska-Uherska se podílel vídeňský úřad plnomocníka ČSR, jenž ustavil Národní výbor během listopadu 1918. Po signaci Saintgermainské mírové smlouvy v září 1919 zahájily oba státy diplomatické vztahy, které skončily anšlusem Rakouska během března 1938. Po druhé světové válce došlo k jejich obnovení. V listopadu 1945 uznalo předsednictvo československé vlády legitimitu rakouského kabinetu kancléře Karla Rennera. Rakousku pak bylo dovoleno normalizovat bilaterální diplomatické styky s vládami členů Spojených národů na základě vídeňské smlouvy čtyř okupačních velmocí z června 1946. Obě zastoupení získala v roce 1975 charakter velvyslanectví. Česká republika pak v lednu 1993 navázala s Rakouskem na předchozí diplomatické styky československého státního útvaru.     

## Seznam vedoucích diplomatické mise
- 1918–1920, Vlastimil Tusar, plnomocník ČSR
- 1920–1921, Dr. Robert Flieder, chargé d’affaires
- 1921–1922, Dr. Hanuš Peterka, chargé d’affaires
- 1922–1925, Dr. Kamil Krofta, vyslanec
- 1925–1926, Dr. Artur Pacák, chargé d’affaires
- 1926–1932, Hugo Vavrečka, vyslanec
- 1932–1936, Zdeněk Fierlinger, vyslanec
- 1936–1937, Dr. Ferdinand Veverka, vyslanec
  - Správou úřadu v létě 1937 prozatímně pověřen legační rada František Bořek-Dohalský[2]
- 1938 (únor–duben), Rudolf Künzl-Jizerský, vyslanec 
  - Velvyslanectví zrušeno 15. dubna 1938 a nahrazeno generálním konzulátem; do dubna 1939 gen. konzul František Šebesta[3][4]
- 1945–1947, František Bořek-Dohalský, zmocněnec čs. vlády
- 1947–1949, František Bořek-Dohalský, vyslanec
- 1949–1951, Dalibor Krno, vyslanec
- 1951–1955, Ladislav Koubek, vyslanec
- 1955–1957, Dr. Otakar Vašek, vyslanec
- 1957–1962, Dr. Richard Ježek, vyslanec
- 1962–1966, Dr. Karel Petrželka, vyslanec
- 1966–1969, Dr. Pavel Novotný, vyslanec
- 1969–1975, Dr. Karel Komárek, vyslanec
- 1975–1977, Dr. Karel Komárek, velvyslanec
- 1977–1983, Dr. Milan Kadnár, CSc., velvyslanec
- 1983–1988, Ing. Marek Venuta, velvyslanec
- 1988–1990, Ing. Milan Rusňák, CSc., velvyslanec
- 1990–1993, Magda Vášáryová, velvyslankyně